# Козакевич, Владислав
Владислав Козакевич (пол. Władysław Kozakiewicz; род. 8 декабря 1953, Шальчининкай) — польский, позднее западногерманский прыгун с шестом, олимпийский чемпион 1980 года.
В олимпийском финале в Москве 30 июля 1980 года на Большой спортивной арене стадиона «Лужники» сражался с другим поляком, олимпийским чемпионом 1976 года Тадеушом Слюсарским, и с Константином Волковым из СССР. После своей победы Козакевич показал публике, болевшей за Волкова и освистывающей Козакевича, знаменитый «жест Козакевича» (пол. gest Kozakiewicza, в России известный как «полруки»). Позднее поляк закрепил свою победу новым мировым рекордом — 5,78 м. За этот жест советские власти в лице посла СССР в Польше Бориса Аристова официально хотели лишить его медали. Польские власти заявили, что рука Козакевича непроизвольно согнулась из-за мышечного спазма. Козакевич стал в Москве одним из трёх поляков, выигравших олимпийское золото. По итогам 1980 года Козакевич был признан лучшим спортсменом Польши.
С 1985 года в эмиграции, входил в немецкую сборную. Жил в городе Эльце.
Чемпион Европы в помещении (1977, 1979), серебряный призёр чемпионата Европы (1974), бронзовый призёр чемпионата Европы (1975, 1982), 10-кратный чемпион Польши, двукратный чемпион Германии.
Двукратный рекордсмен мира — 5 м 72 см (1980) и 5 м 78 см (1980), восьмикратный рекордсмен Польши, рекордсмен Германии.
По окончании спортивной карьеры занимался тренерской работой. В 1998—2002 гг. был депутатом городского совета Гдыни, баллотировался также в польский парламент от Польской крестьянской партии, но неудачно.
Брат Эдвард Козакевич (род. 1948) — также спортсмен, обладатель командного Кубка Европы 1973 года по десятиборью в составе сборной Польши.